# Crinum

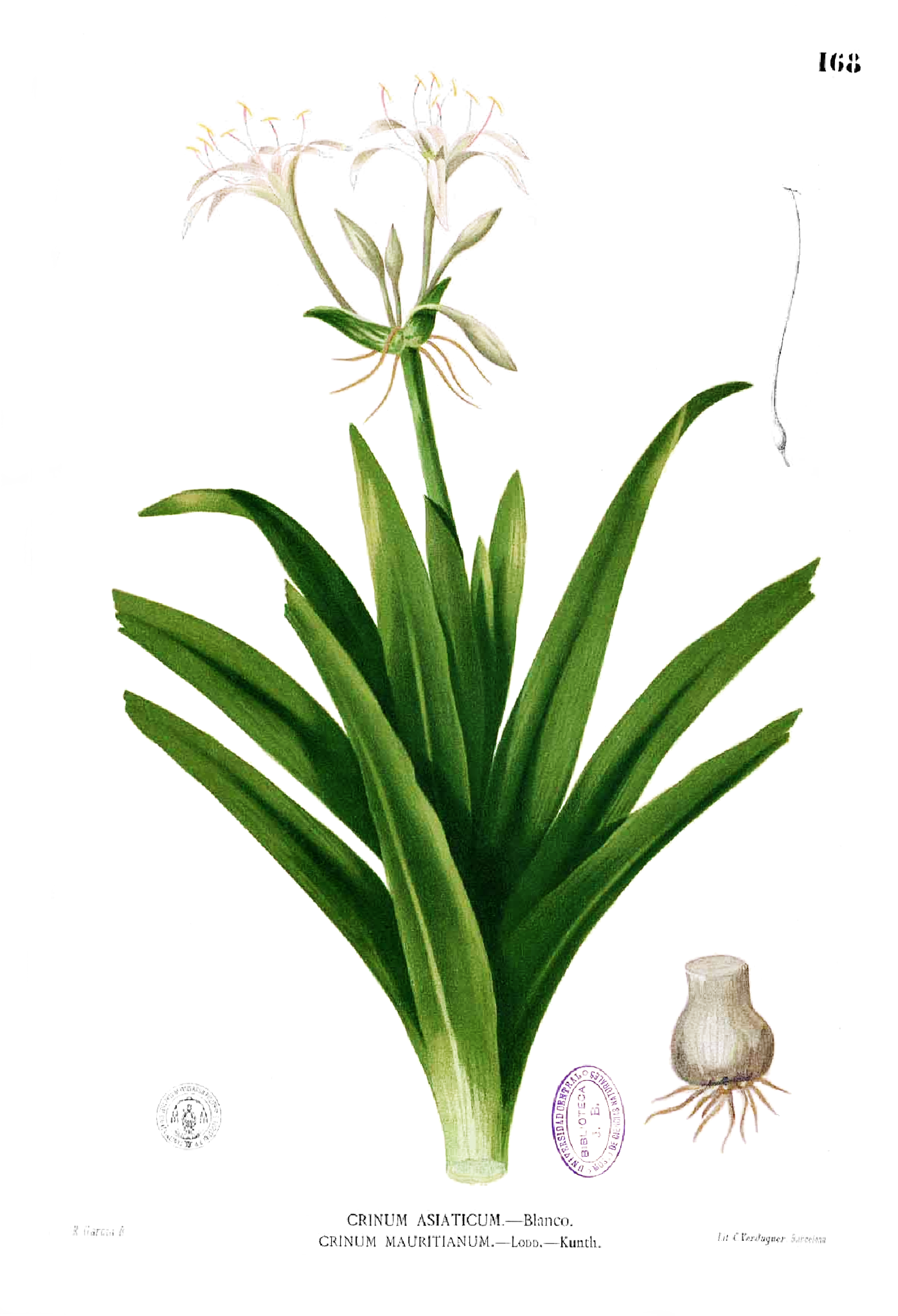
Inflorescência, folhas e bolbo de Crinum sp.

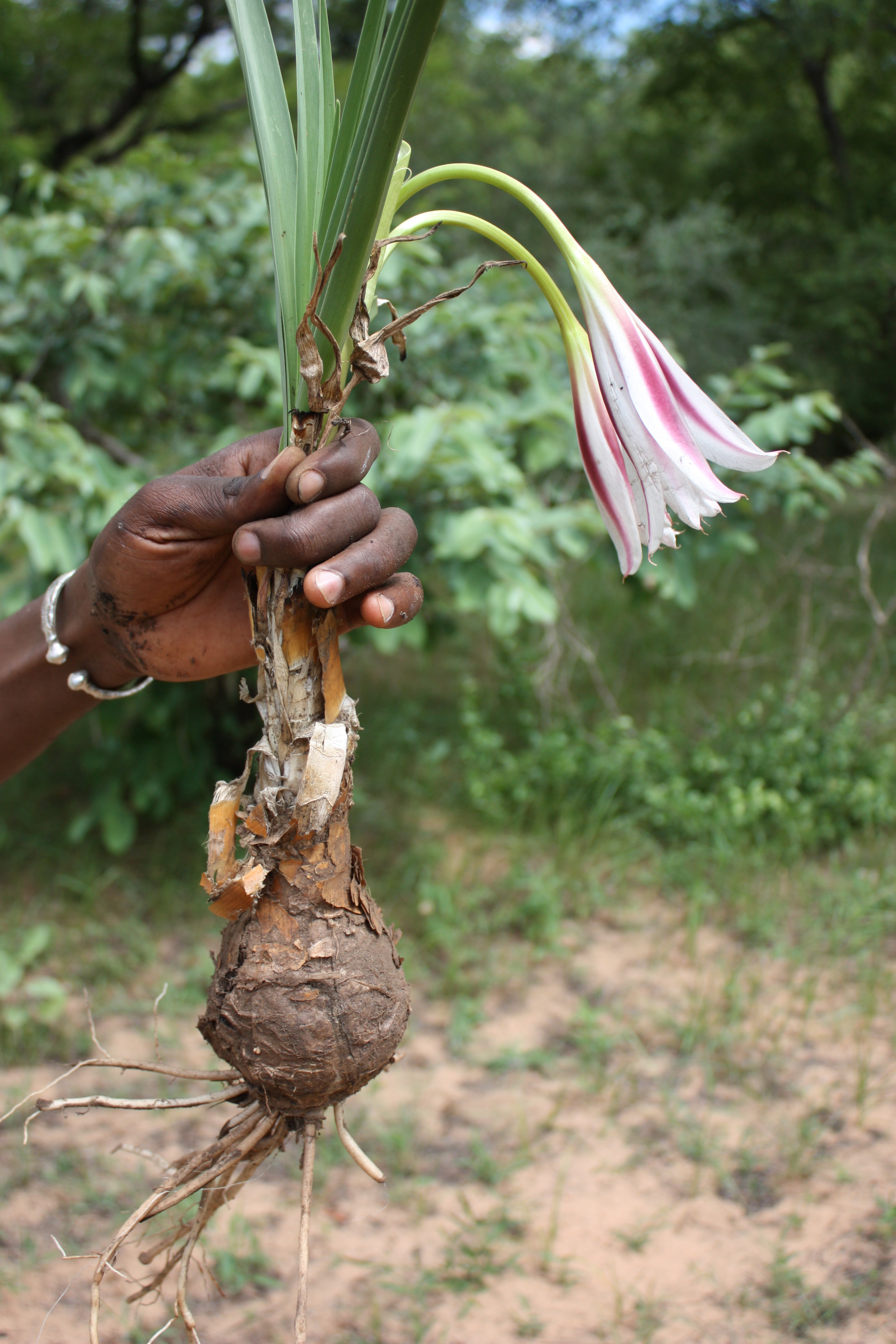
Bolbo, raízes, folhagem e inflorescência de Crinum ornatum.

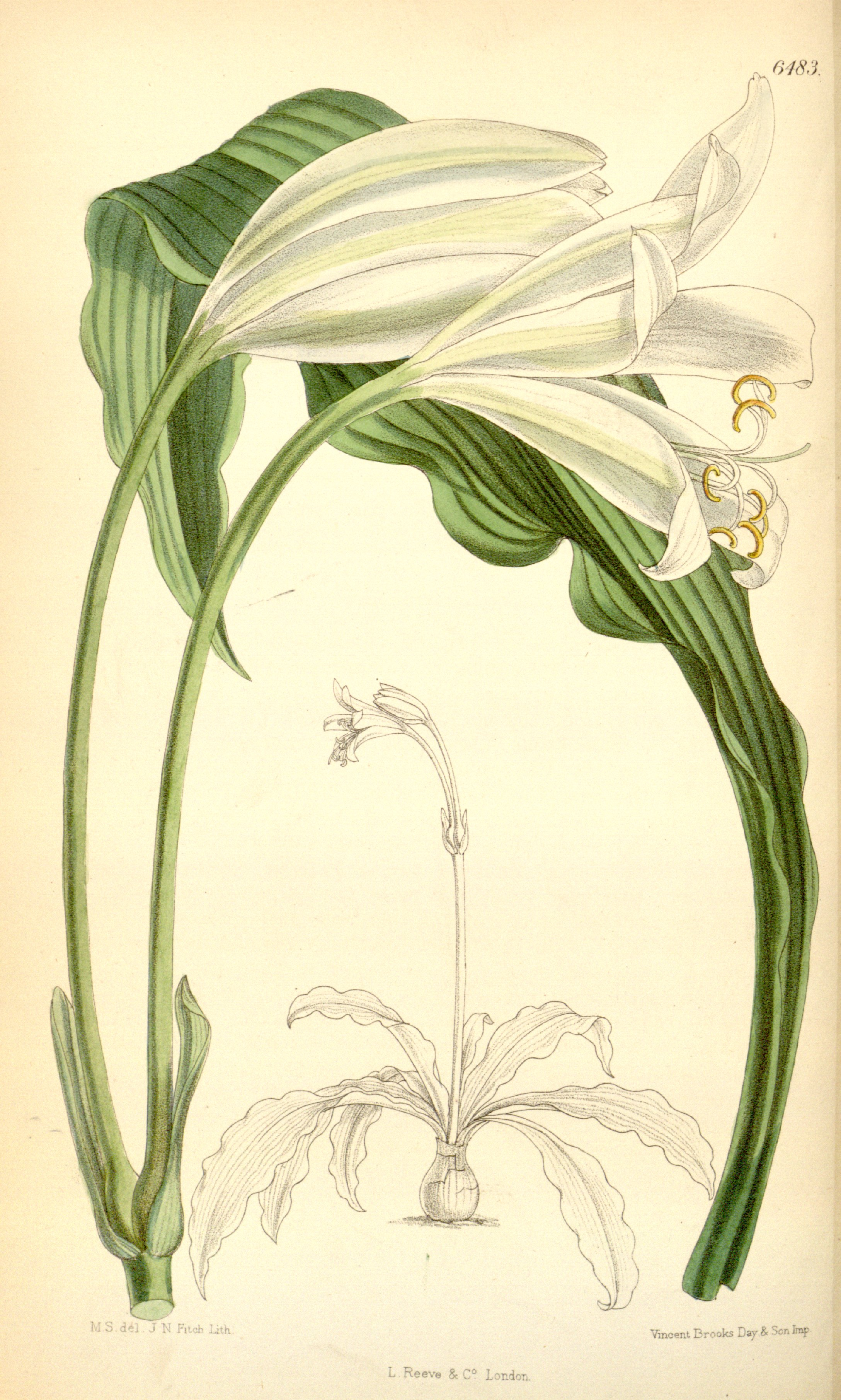
Crinum jagus (ilustração).

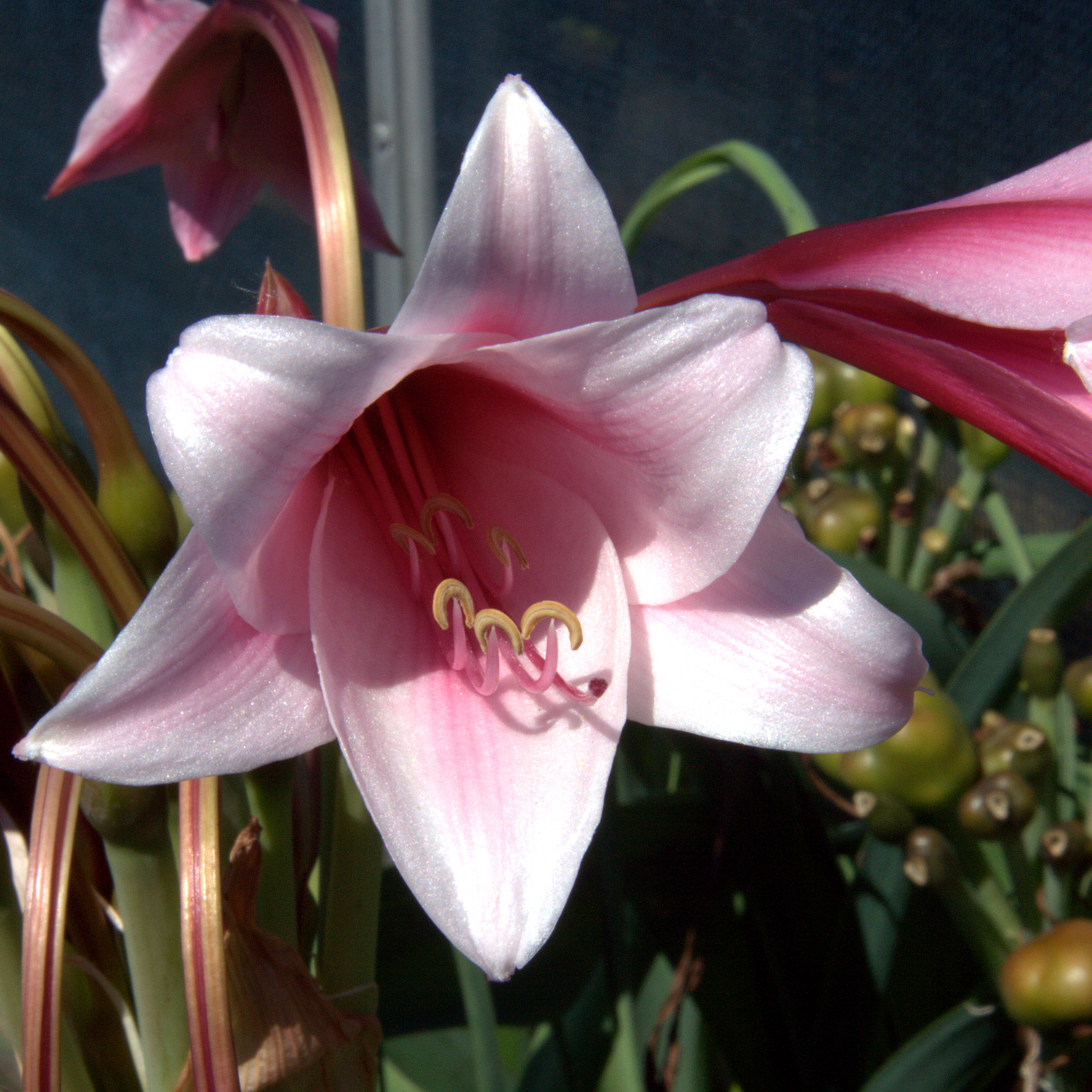
Fruto de Crinum bulbispermum

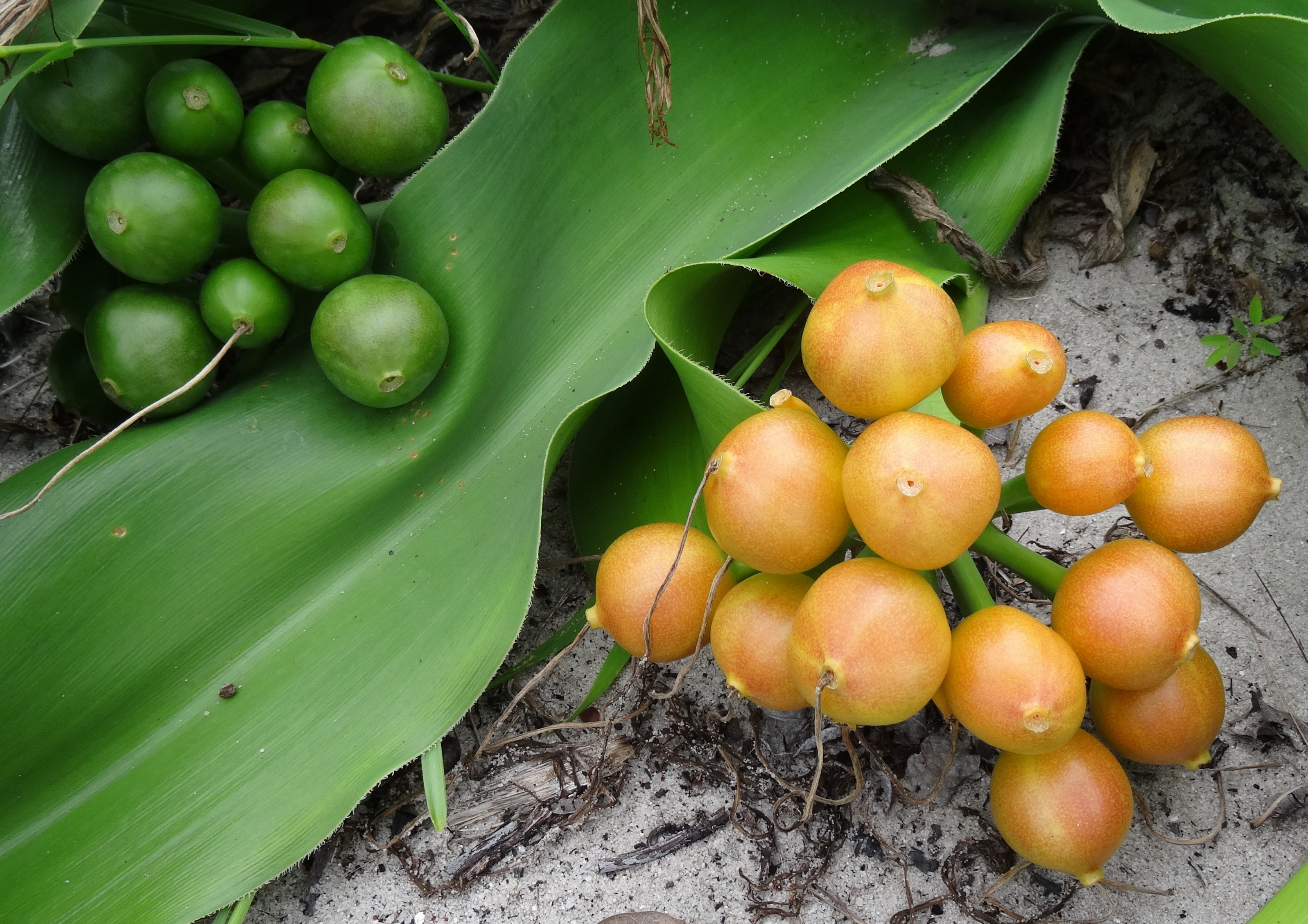
Fruto de Crinum stuhlmannii

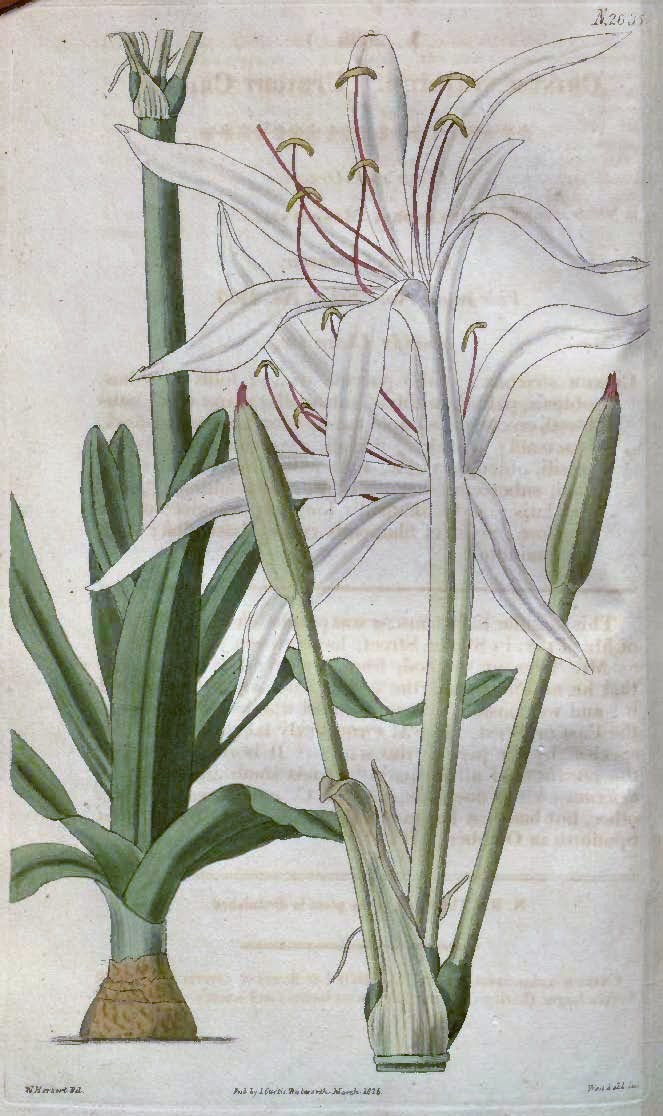
Crinum americanum (ilustração).

Crinum L. é um género de plantas com flor pertencente à família Amaryllidaceae, com centro de diversidade no sul da África, caracterizado pela produção de vistosas flores semelhantes a lírios (Lilium). Esta semelhança morfológica está na origem do nome genérico, já que Crinum deriva do grego "krinon", lírio ou açucena. Na sua presente circunscrição taxonómica, o género Crinum inclui aproximadamente 65-130 espécies distribuídas por biótopos sazonalmente húmidos das regiões costeiras tropicais e subtropicais de todo o mundo. Algumas espécies são cultivadas como plantas ornamentais.

## Descrição
Os membros do género Crinum são plantas herbáceas perenes que se desenvolvem a partir de bolbos grosso e curtos com até 15 cm de diâmetro. As plantas podem atingir os 80 cm de altura.
A maioria das espécies perde as suas folhas e sobrevive como geófito durante o período seco.
As folhas são planas e lineares, inteiras, sésseis e comparativamente longas. A morfologia da folha é em forma de espada e com nervação paralela. A margem da folha é lisa.
A filotaxia predominante é a formação de grandes rosetas basais a partir do bolbo. Embora a maioria das espécies desenvolva uma única roseta basal, algumas espécies apresentam duas ou mais rosetas em torno de um caule erecto central.
As flores muito vistosas e em forma de lírio são actinomorfas, trímeras e hermafroditas, dispostas em inflorescências do tipo umbelas plurifloras na extremidade de um longo escapo maciço e áfilo. Raramente as flores são solitárias. Antes da ântese, duas amplas brácteas florais envolvem a inflorescência. Frequentemente, a inserção dos pedicelos das flores é recoberta por brácteas alongadas, por vezes reduzidas a filamentos, membranosas e por vezes coloridas. Os pedicelos das flores são mais ou menos longos.
As flores podem apresentar simetria radial (nas espécies que pertencem ao subgénero Crinum) ou ser ligeiramente zigomorfas (nas espécies que pertencem ao subgénero Codonocrinum).
O perigónio é infundibuliforme ou rotado, composto por seis tépalas unidas na parte basal, formando um tubo cilíndrico, fechado ou aberto na parte distal. As tépalas são de formato igual, brancas em muitas espécies, embora colorações de rosa a púrpura também sejam comuns, por vezes de dois tons.
O androceu é composto por 6 estames, os quais podem ser mais curtos ou mais longos que as tépalas. Os estames são arqueados de forma desigual,  dependendo da espécie, e apresentam filamentos filiformes e anteras versáteis e dorsifixas.
O gineceu é composto por um ovário ínfero, com os lóculos pauci- ou pluriovulares, por vezes uniovulares. O estilo é filiforme e por vezes longo e curvo. O estigma é subcapitado, pequeno, invertido ou levemente trilobado. Os três carpelos são fundidos para formar um ovário trilocular. Cada câmara de ovário contém dois ou mais óvulos anátropos.
A secreção de néctar ocorre no gineceu. Em algumas espécies, as flores são perfumadas de forma a atrair as borboletas nocturnas que as polinizam.
O fruto é uma cápsula que pode variar de ovaloide a quase esférica. As sementes são grandes e contêm múltiplas células ricas em óleos no seu endosperma. As sementes podem ser ápteras ou aladas.
O bolbo e folhas destas plantas são ricos em alcaloides, alguns dos quais tóxicos para humanos e outros mamíferos. Entre os alcaloides presentes contam-se as isoquinolina e a licorina.

## Utilização
As flores grandes e vistosas, com até 15 cm de diâmetro, produzidas pelas espécies deste género tornam algumas das espécies interessantes para utilização como planta ornamental de interior e em jardinagem e paisagismo e para cultura para produção de flores de corte. Existem espécies que produzem flores de coloração branco, rosado ou vermelho e capazes de produzir um agradável aroma doce.
Nas regiões subtropicais é frequente o cultivo de várias espécies e híbridos interespecíficos de Crinum como plantas ornamentais em jardins, sendo as mais cultivadas Crinum asiaticum, Crinum bulbispermum, Crinum americanum, Crinum moorei e Crinum longifolium. Também é frequente o cultivo do híbrido interespecífico Crinum × powellii e o híbrido intergenérico × Amarcrinum.
A espécie híbrida conhecida como «lírio-do-cabo» (Crinum'' × ''powellii), um híbrido das espécies Crinum bulbispermum e Crinum moorei originário do sul da África, é frequentemente utilizada como planta de interior, suportando bem o ambiente interno de habitações e outros edifícios. Existem vários outros híbridos utilizados em jardinagem e decoração.
Algumas espécies, entre as quais Crinum calamistratum, Crinum natans e Crinum thaianum, são utilizadas em aquariofilia para decoração e depuração de aquários.

## Sistemática

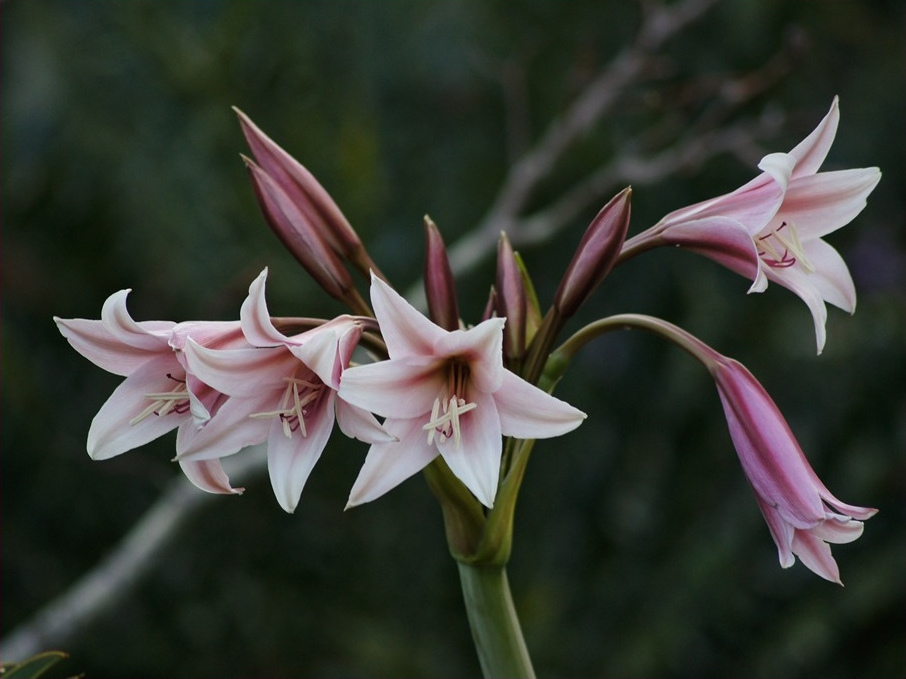
Inflorescência de Crinum bulbispermum.

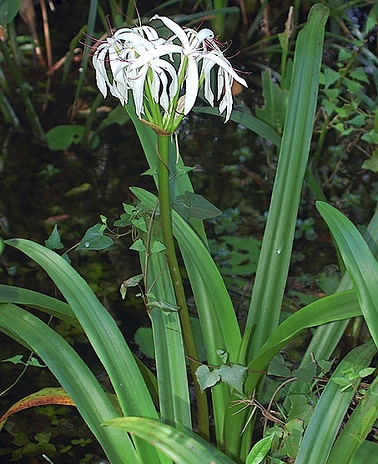
Crinum americanum

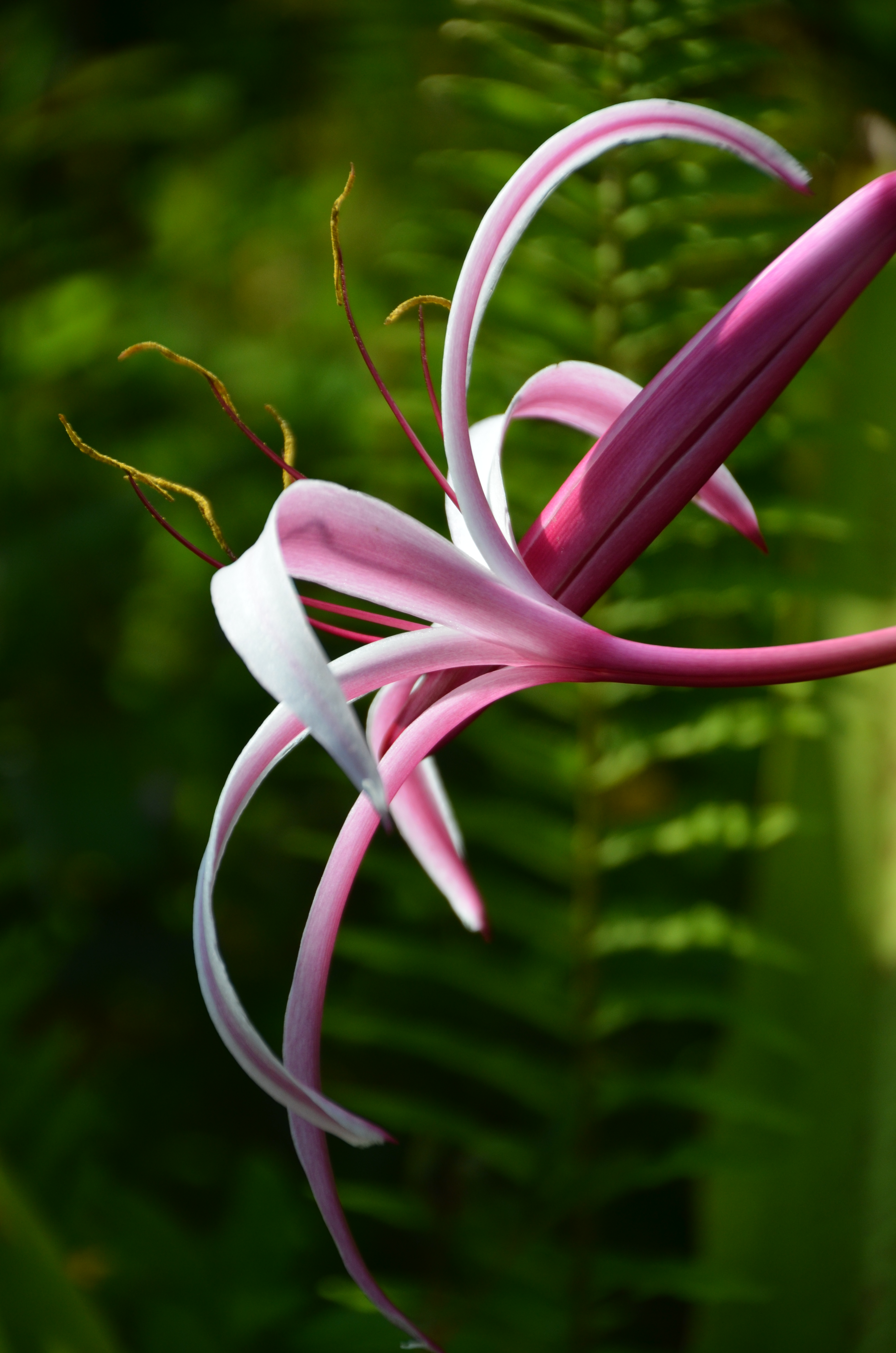
Flores de Crinum ×amabile, por vezes conhecido por „Queen Emma Lily“ no Hawaiʻi.

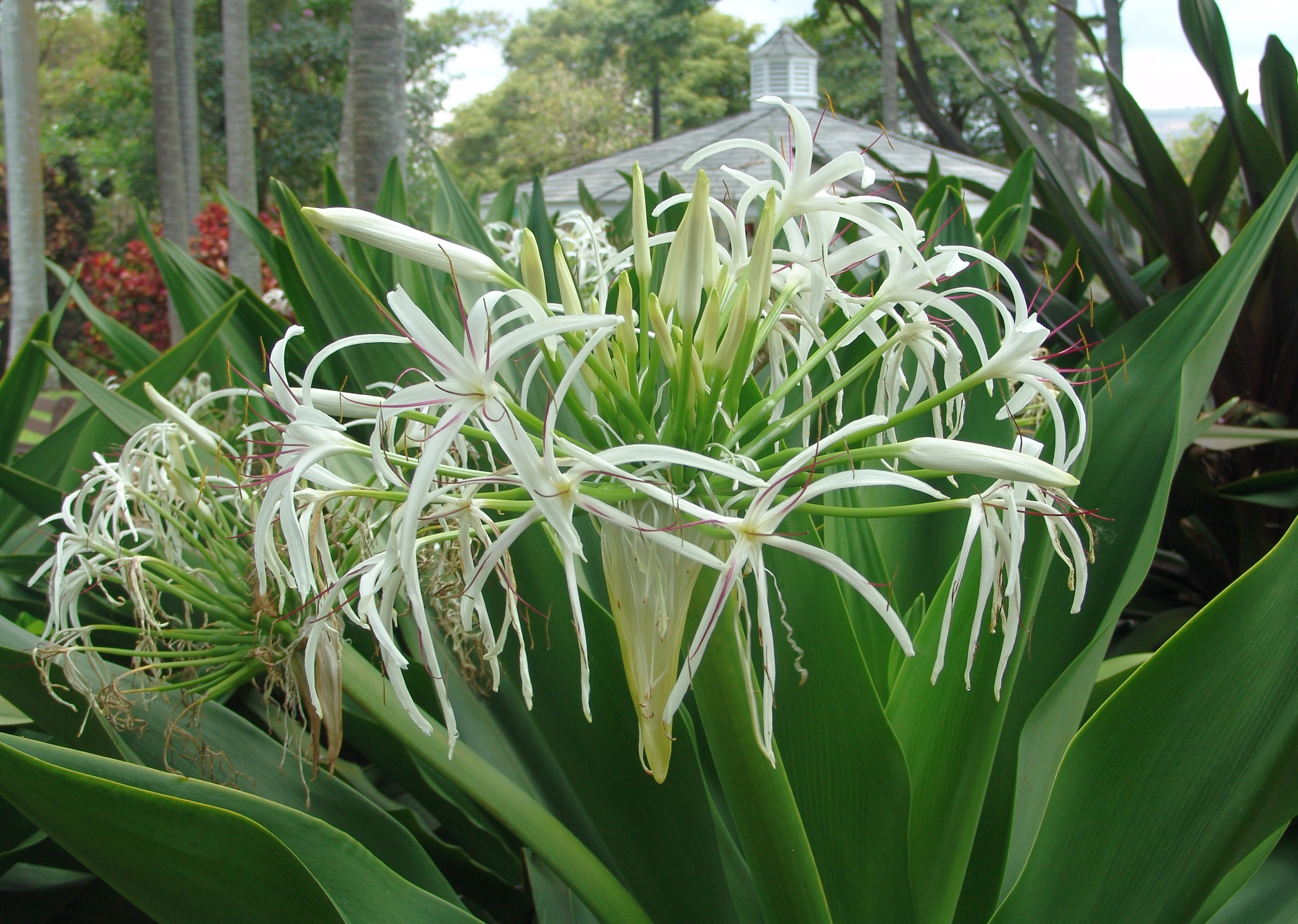
Crinum asiaticum.

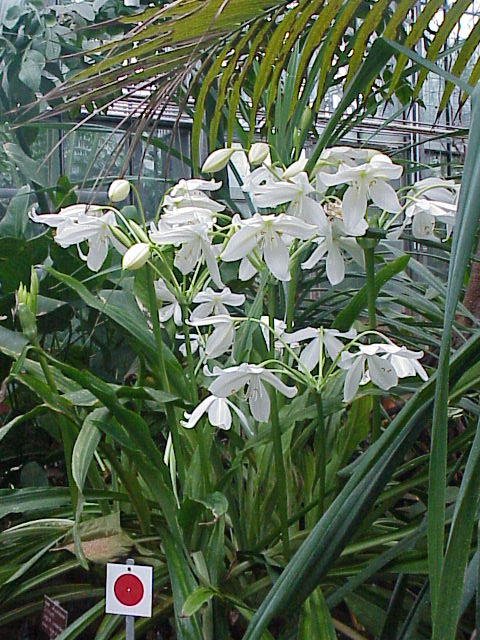
Subgénero Codonocrinum: Crinum jagus.

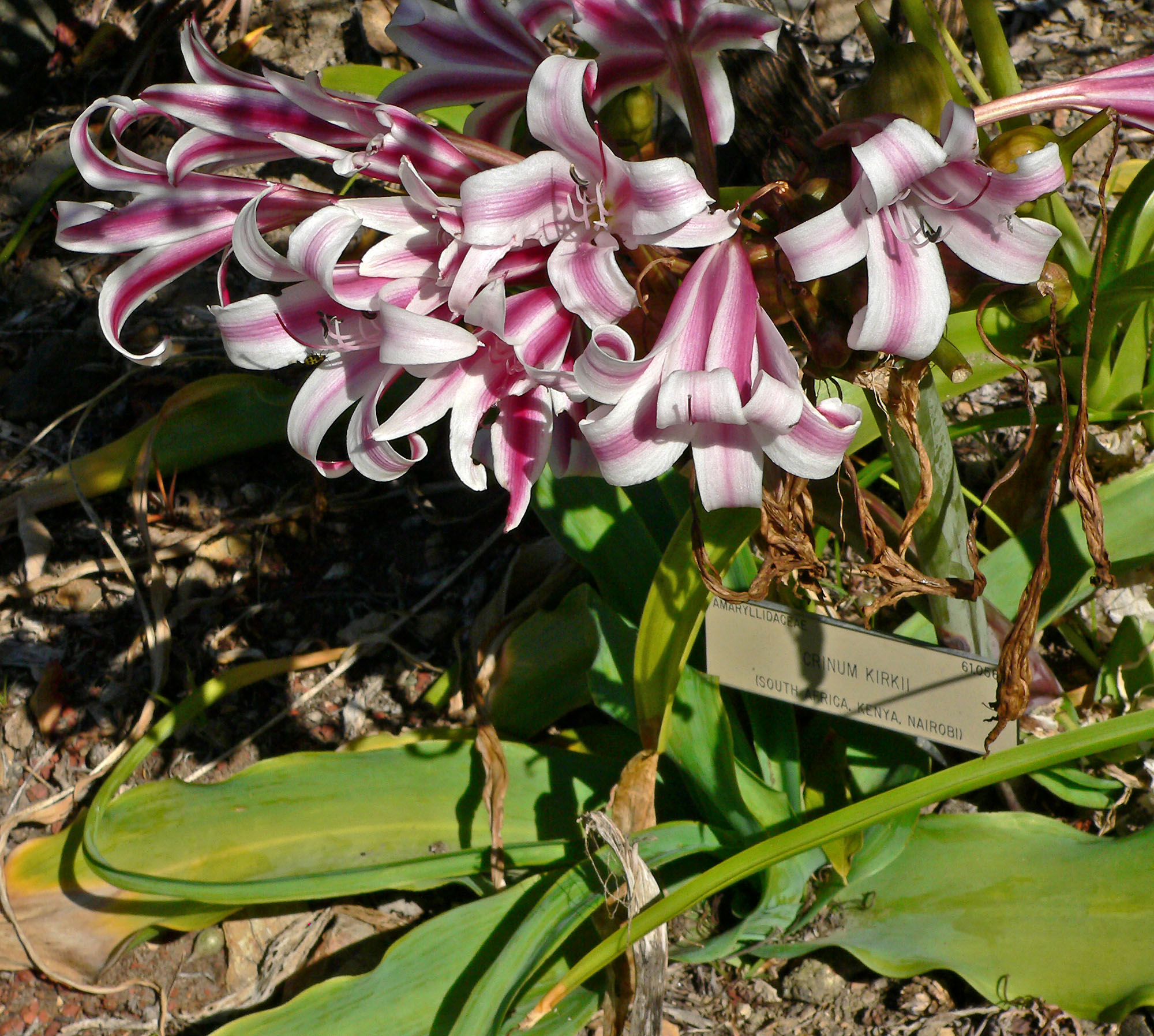
Crinum kirkii.

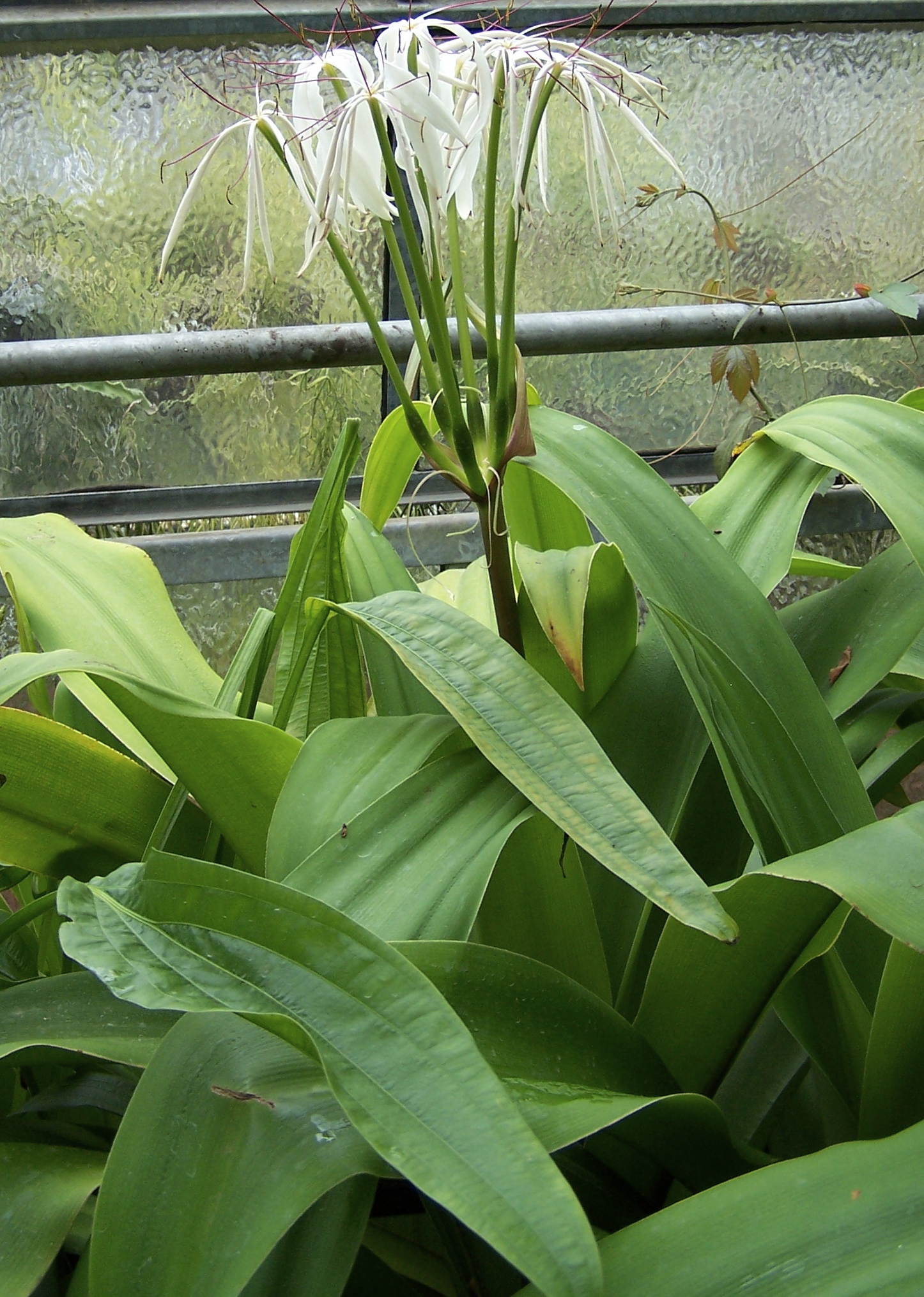
Crinum kunthianum.

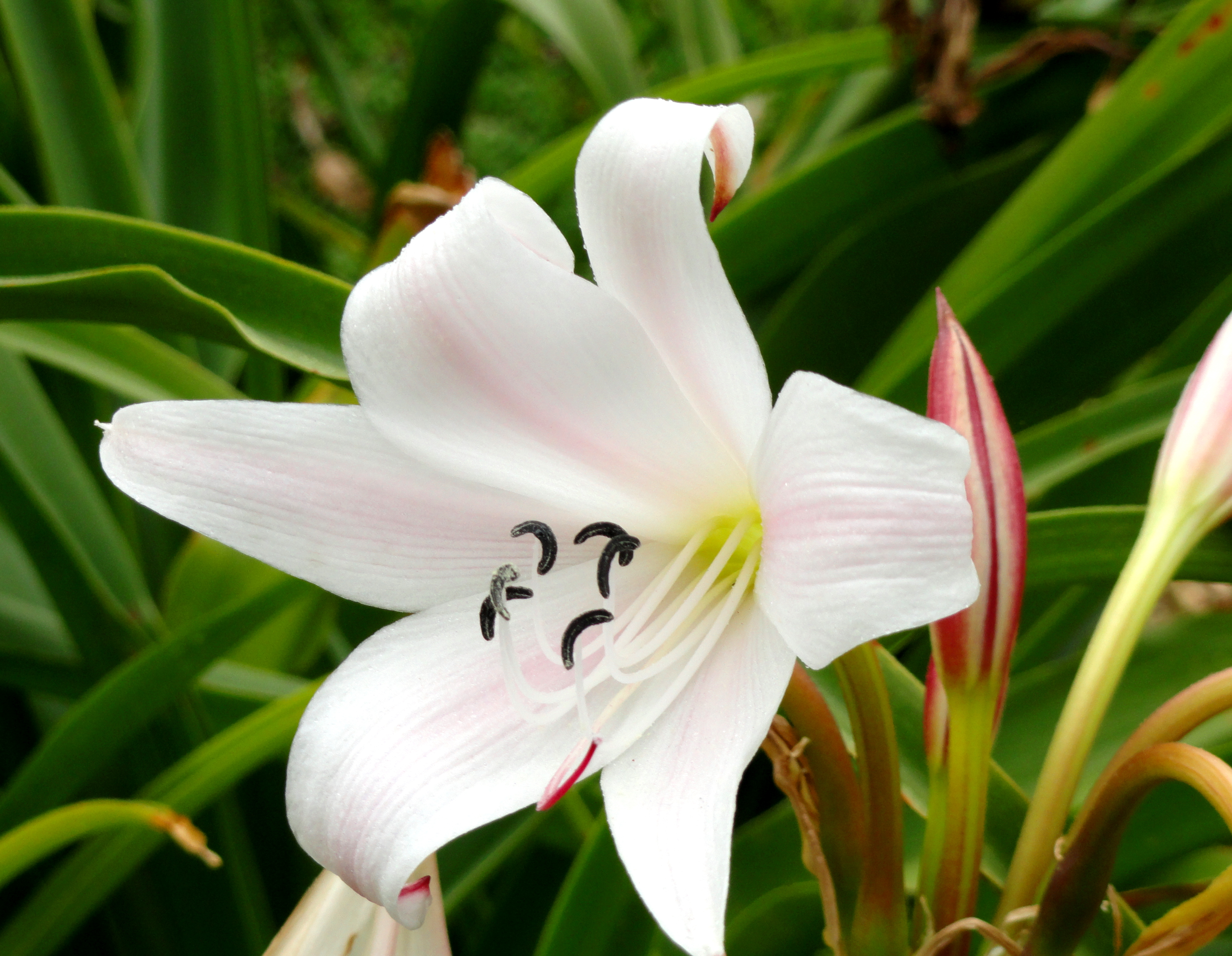
Flores de Crinum macowanii com estames curvados e estilete.

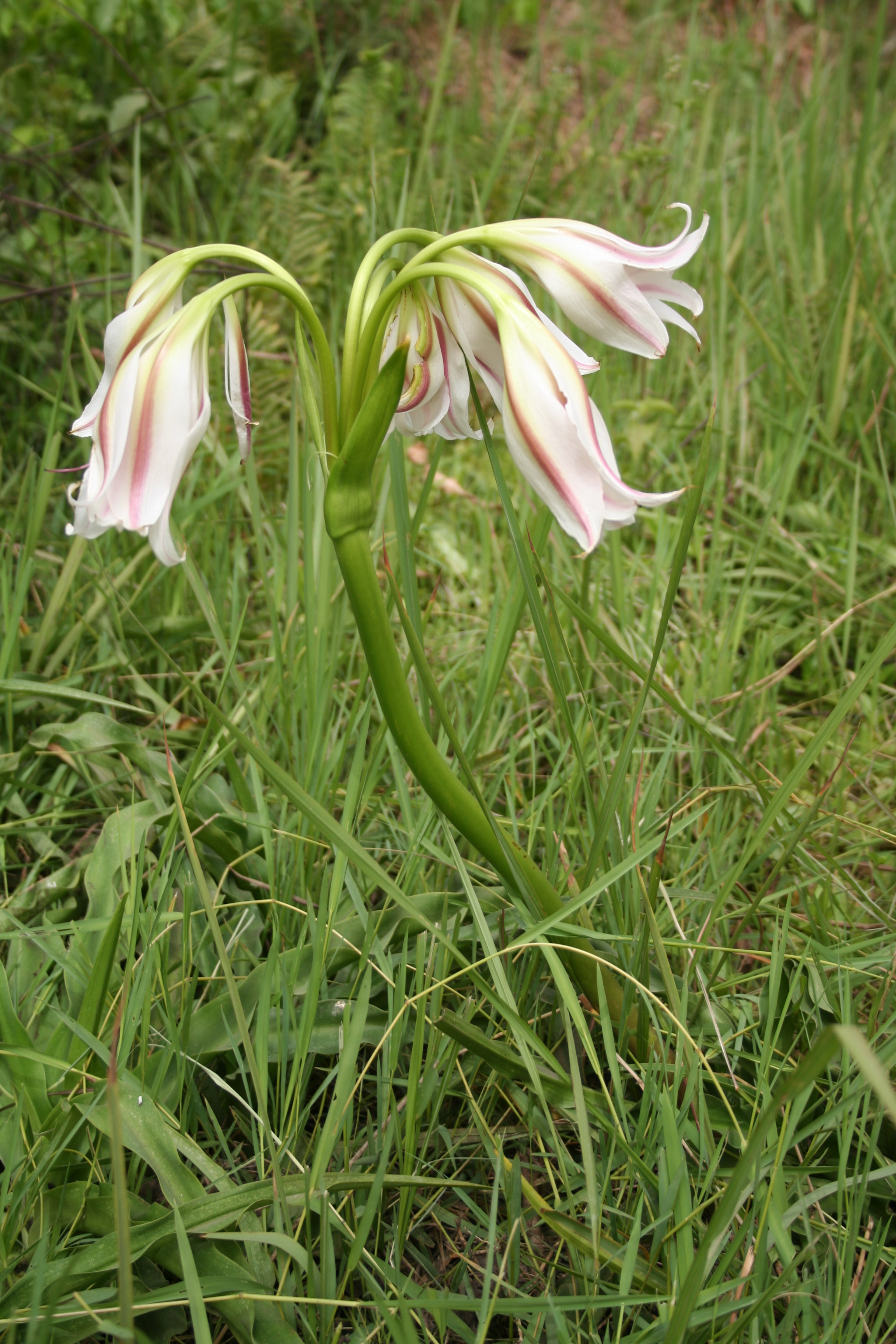
Inflorescência de Crinum ornatum.

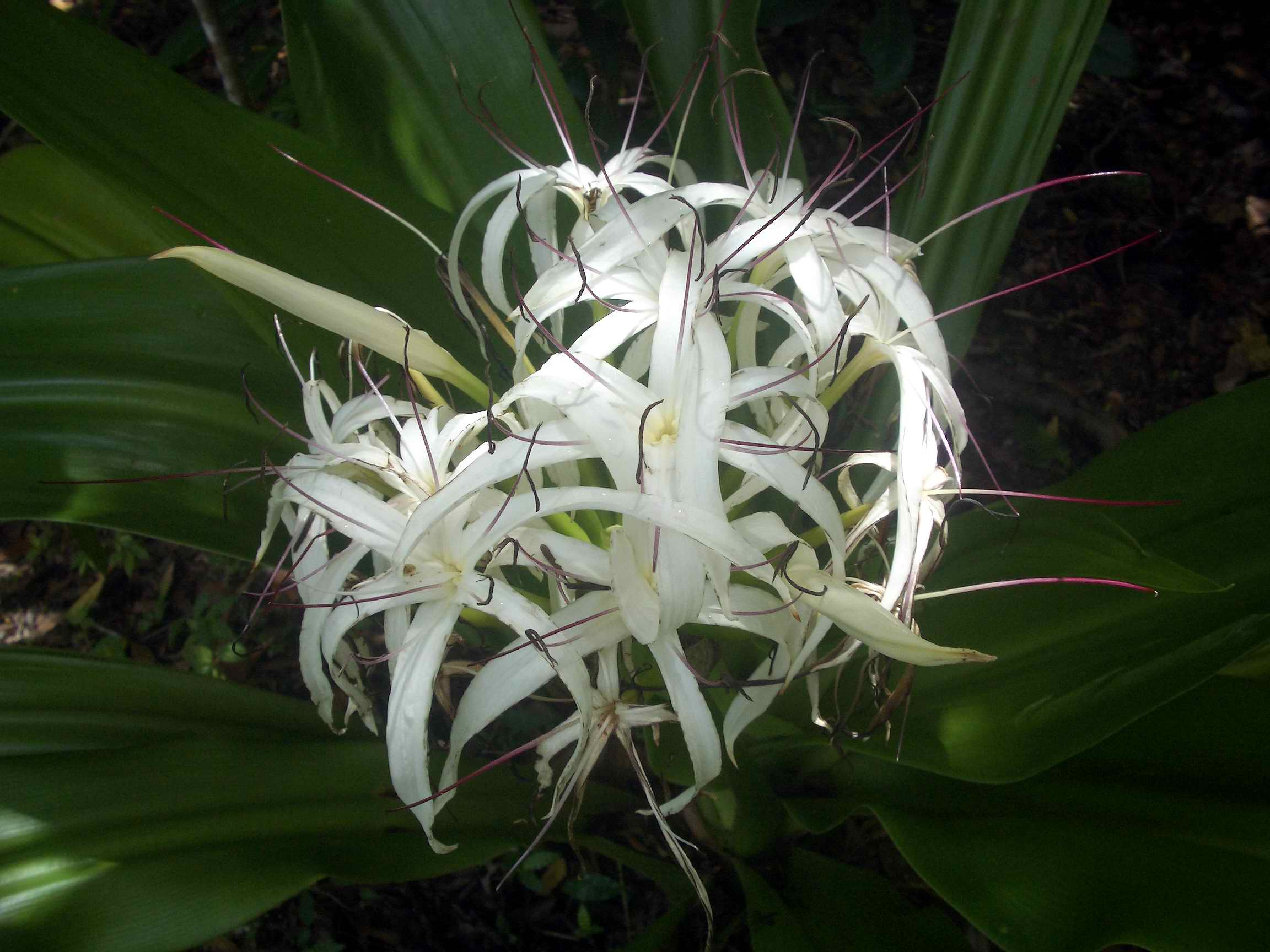
Crinum pedunculatum.

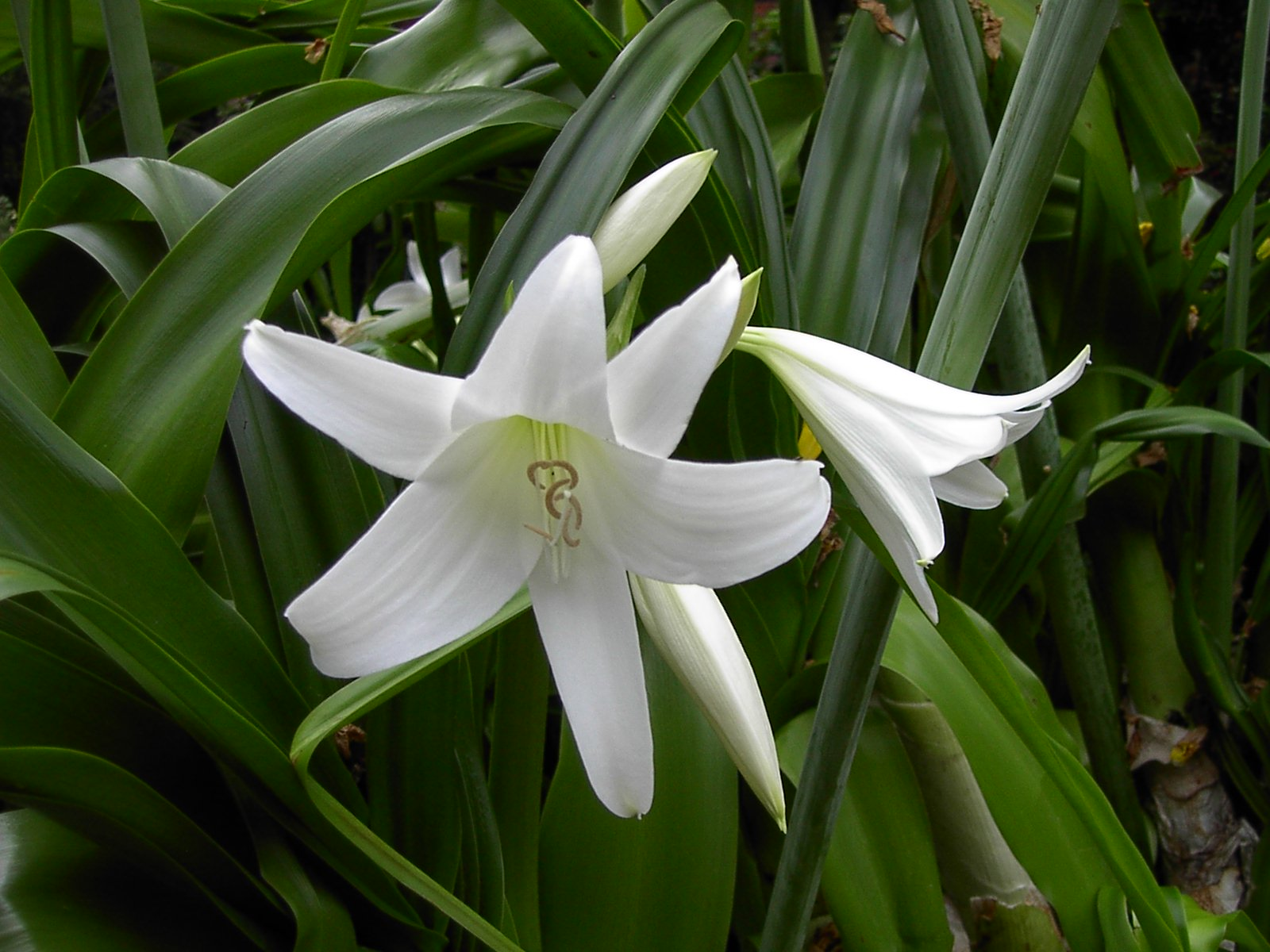
Crinum ×powellii.

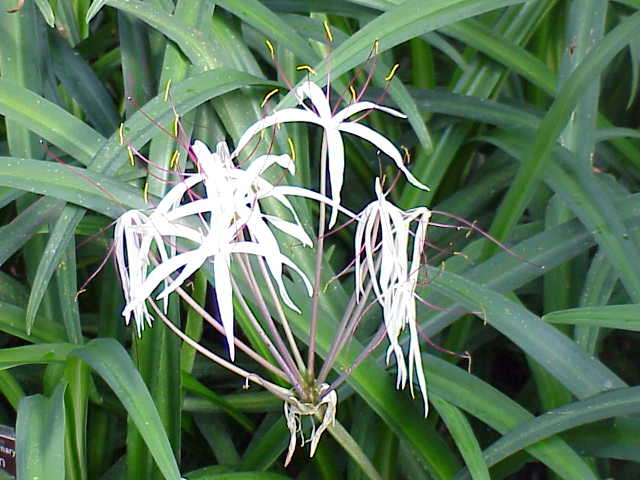
Crinum purpurascens.

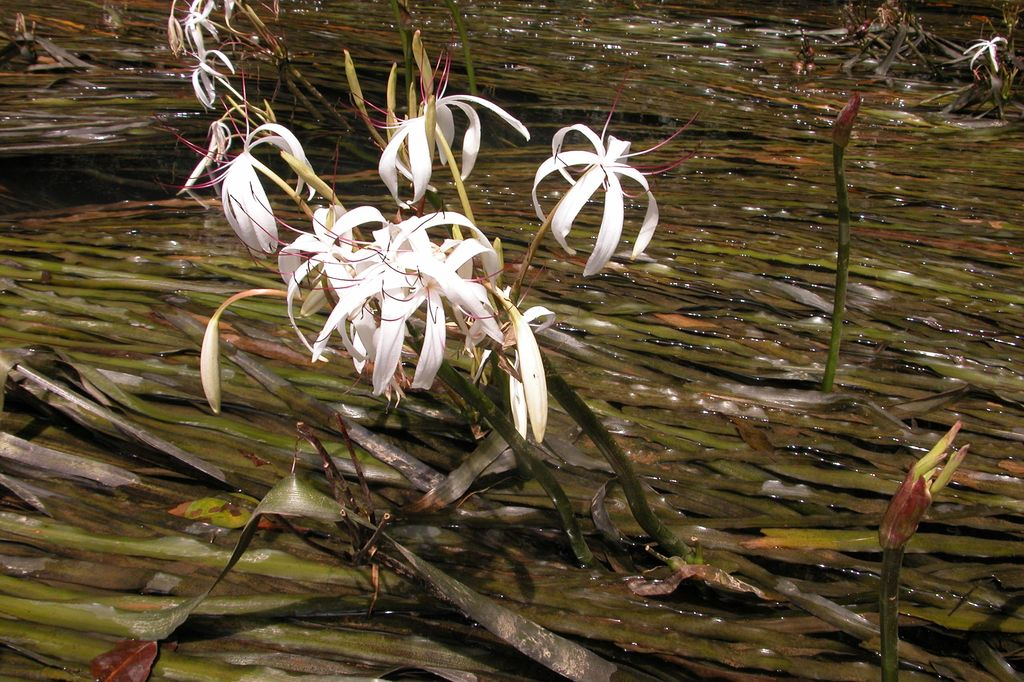
Inflorescência de Crinum thaianum.

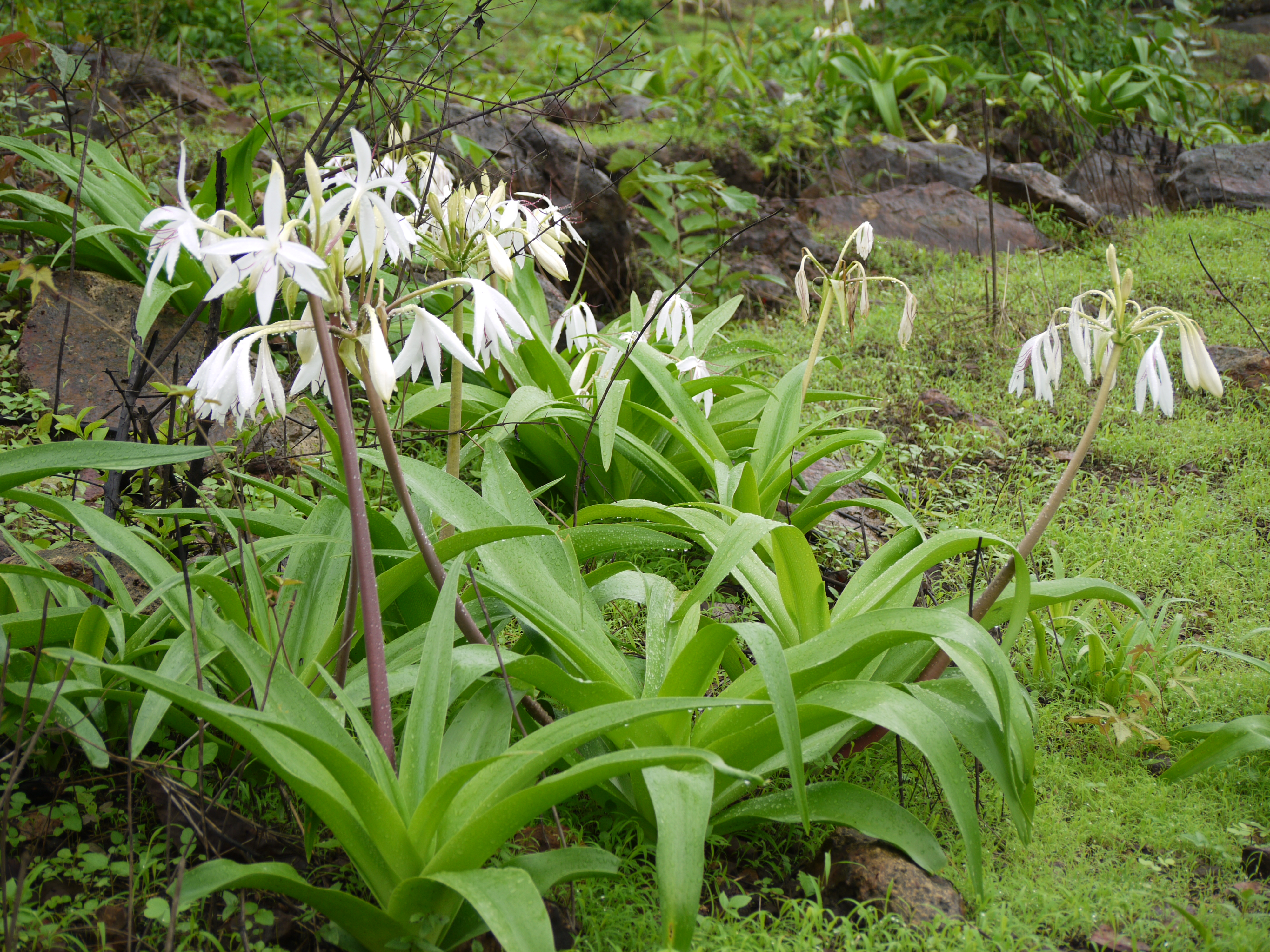
Hábito, folhagem e inflorescência de Crinum woodrowii.

O género foi descrito em 1753 por Carolus Linnaeus e publicado em Species Plantarum 1: 291–292. 1753. A espécie tipo é Crinum americanum (lectótipo designado em 1923 por Nathaniel Lord Britton e Percy Wilson em Scientific survey of Porto Rico and the Virgin Islands, vol. 5. p. 160).
O nome genérico Crinum tem como étimo o termo grego krinon usado para designar os lírios. Como sinónimos taxonómicos para Crinum <small<L. estão estabelecidos Tanghekolli Adans., Bulbine Gaertn. nom. illeg., Scadianus Raf., Crinopsis Herb., Liriamus Raf., Erigone Salisb., Taenais Salisb.
O género Crinum integra a subtribo Crininae da tribo Amaryllideae da subfamília Amaryllidoideae da família Amaryllidaceae. Anteriormente o género integrou a família Liliaceae na sua circunscrição alargada.
O género Crinum está subdividido em três subgéneros:
- Subgénero Stenaster
- Subgénero  Crinum
- Subgénero  Codonocrinum com as espécies Crinum abyssinicum, Crinum bulbispermum, Crinum fimbriatulum, Crinum graminicola, Crinum jagus, Crinum latifolium, Crinum macowanii, Crinum moorei, Crinum scabrum, Crinum zeylanicum.

Na sua presente circunscrição, o género Crinum integra entre 65 a 130 espécies  validamente descritas, com distribuição nos trópicos e subtrópicos de quase todo o mundo. Entre essas espécies incluem-se:
- Crinum abyssinicum Hochst. ex A.Rich. (sin.: Crinum schimperi Vatke ex K.Schum.) — nativa das regiões tropicais do nordeste da África, ocorrendo na Eritreia, Etiópia, Somália e Sudão.[6]
- Crinum acaule Baker — nativa da região oriental de Maputalândia e do Cuazulo-Natal ao norte do rio Umfolozi, estendendo-se até ao sul de Moçambique. Ocorre no cinturão costeiro do Oceano Índico e nas savanas de clima árido, incluindo em planícies arenosas. Pelo menos na África do Sul, ocorreu grande perda de habitat devido à plantação de castanha de caju e florestas de produção de madeira. As populações da África do Sul estão em constante diminuição, levando a que a espécie fosse classificada como "Quase Ameaçado" na Lista Vermelha de Espécies de Plantas em Perigo na África do Sul.[6][8]
- Crinum album (Forssk.) Herb. (sin.: Crinum yemense Deflers) — ocorre apenas no sudoeste da Península Arábica.[6]
- Crinum'' ×''amabile Donn ex Ker Gawl. (sin.: Crinum ×augustum Roxb., Crinum ×amabile var. augustum (Roxb.) Ker Gawl., Crinum × superbum Roxb.) — híbrido natural de Crinum asiaticum × Crinum zeylanicum que ocorre, entre outras regiões, na Índia.[6] No Hawaiʻi é conhecido pelo nome comum "Queen Emma Lily" («lírio da rainha Emma», em memória de Emma Naʻea Rooke).[9]
- Crinum amazonicum Ravenna — nativa do norte da Brasil.[6]
- Crinum americanum L. (sin.: Crinum commelyni Redouté sensu auct., Crinum longiflorum Herb., Crinum strictum Herb. nom. illeg., Crinum herbertianum Schult. & Schult f., Crinum ceruleum Raf., Crinum conicum M.Roem., Crinum floridanum Griseb., Crinum caribaeum Baker, Crinum roozenianum O'Brien, Crinum americanum subsp. robustum L.S.Hannibal nom. inval., Crinum americanum var. traubii (Moldenke) L.S.Hannibal, Crinum texanum L.S.Hannibal nom. superfl.) — nativo do sueste dos USA até ao México e das ilhas das Caraíbas.[6]
- Crinum amoenum Ker Gawl. ex Roxb. (sin.: Crinum verecundum Carey ex Herb., Crinum amoenum var. verecundum (Carey ex Herb.) Herb., Crinum himalense Royle) — nativa da região central dos Himalaia até Myanmar.[6]
- Crinum amphibium Bjorå & Nordal — nativa dos Camarões.[6]
- Crinum arenarium Herb. (sin.: Crinum australasicum Herb. nom. superfl., Crinum angustifolium R.Br. nom. illeg., Crinum confertum Herb., Crinum blandum (Herb.) M.Roem., Crinum asiaticum var. angustifolium (Herb.) Benth., Crinum brisbanicum F.M.Bailey) — nativa do norte dos estados de New South Wales e Queensland e de Western Australia.[6]
- Asiatische Hakenlilie (Crinum asiaticum L.) — nativa das margens do Oceano Índico, das regiões tropicais e subtropicais da Ásia e das ilhas do sudoeste do Oceano Pacífico.[6]
- Crinum aurantiacum Lehmiller — ocorre desde a Zâmbia até ao norte do Malawi.[6]
- Crinum bakeri K.Schum. — ocorre nas ilhas do noroeste do Pacífico.[6]
- Crinum balfourii Baker — ocorre apenas em Socotorá.[6]
- Crinum bambusetum Nordal & Sebsebe — nativa do oeste da Etiópia até ao Sudão. A espécie foi descrita em 2002.[6]
- Crinum belleymei Hérincq — nativa do Paraguai.[6]
- Crinum biflorum Rottb. — nativa desde as regiões tropicais da África Ocidental até ao sul do Sudão.[6]
- Crinum binghamii Nordal & Kwembeya foi descrita em 2004 a partir de espécimes recolhidos no oeste da Zâmbia.[6]
- Crinum brachynema Herb. (sin.: Crinum eleonorae Blatt. & McCann) — nativa do oeste da Índia.[6]
- Crinum braunii Harms — nativa de Madagáscar.[6]
- Crinum brevilobatum McCue — nativa da Costa Rica.[6]
- Crinum bulbispermum (Burm. f.) Milne-Redh. & Schweick. — nativa do sul da África, onde se encontra ameaçada por perda de habitat.[6][8]
- Crinum buphanoides Welw. ex Baker — nativa do sul da África até ao sul da África Tropical. Consta do Livro Vermelho das Espécies Ameaçadas da África do Sul como estável («least concern»).[6][8]
- Crinum calamistratum Bogner & Heine[6] — nativa do oeste dos Camarões.[6][10][11]
- Crinum campanulatum Herb.[11] — endémica na região de Albany, entre Alexandria, Grahamstown, Bathurst e East London na Província do Cabo Oriental. Apenas se conhecm doze populações isoladas da espécie, estando o número de espécimes em recessão.[8]
- Crinum carolo-schmidtii Dinter — nativa do norte do Botswana até à Faixa de Caprivi na Namíbia.[6]
- Crinum crassicaule Baker — nativa do sul da África até ao sul da África Tropical. Consta do Livro Vermelho das Espécies Ameaçadas da África do Sul como estável («least concern»).[8].[6]
- Crinum darienense Woodson — nativa do Panamá.[6]
- Crinum erubescens L. f. ex Aiton — ocorre desde o México até ao Paraguai.[6]
- Crinum erythrophyllum Carey ex Herb. — nativa de Myanmar.[6]
- Crinum filifolium H.Perrier — nativa do oeste de Madagáscar.[6]
- Crinum fimbriatulum Baker — nativa de Angola.[6]
- Crinum firmifolium Baker — nativa de Madagáscar.[6]
- Crinum flaccidum Herb. — nativa do oeste, centro e leste da Austrália.[6]
- Crinum forgetii C.H.Wright — nativa do Peru.[6]
- Crinum giessii Lehmiller — nativa da Namíbia.[6]
- Crinum glaucum A.Chev. — nativa das regiões tropicais da África Ocidental até ao Uganda.[6]
- Crinum gracile G.Mey. ex C.Presl — ocorre desde a Malésia até à Nova Guiné.[6]
- Crinum graciliflorum Kunth & C.D.Bouché — ocorre desde a Colômbia até ao norte da Venezuela.[6]
- Crinum graminicola I.Verd. — ocorre desde a Namíbia até às províncias sul-africanas de Gauteng, KwaZulu-Natal, Limpopo, Mpumalanga e North West. Consta do Livro Vermelho das Espécies Ameaçadas da África do Sul como estável («least concern»).[8]
- Crinum hanitrae Lehmiller & Sisk — nativa de Madagáscar.[6]
- Crinum hardyi Lehmiller — nativa de Madagáscar.[6]
- Crinum harmsii Baker — nativa da região noroeste da Zâmbia e da Namíbia.[6]
- Crinum hildebrandtii Vatke — endémica das Comoros.[6]
- Crinum humile Herb. — nativa da Índia.[6]
- Crinum jagus (J.Thomps.) Dandy — nativa da África Tropical.[6]
- Crinum jasonii Bjorå & Nordal — foi descrita em 2007 no sueste da Zâmbia.[6]
- Crinum kakaduensis Lehmiller & Lykos — descrita em 2013 e encontrada apenas no estado australiano de Northern Territory junto à Kakadu Highway.[6]
- Crinum kirkii Baker — nativa do Quénia, Tanzânia e Moçambique.[6]
- Crinum kunthianum M.Roem. — nativa de Nicarágua, Colômbia e Equador.[6]
- Crinum lakefieldensis Lehmiller, Lykos & R.Ham. — endémica do estado australiano de Queensland.[6]
- Crinum latifolium L. — ocorre desde a Índia até ao sul da China (embora a Flora of China 2000 não assinale a sua ocorrência na China).[6]
- Crinum lavrani Lehmiller — descrita em 2009 para Madagáscar.[6]
- Crinum lineare L. f. — ocorre apenas na província sul-africana do Cabo Oriental entre Port Elizabeth e Peddie. Foi incluída em 2008 no Livro Vermelho das plantas ameaçadas da África do Sul como vulnerável («vulnerable».[8]
- Crinum longitubum Pax — nativa de Angola.[6]
- Crinum lorifolium Roxb. — nativa da Índia, Bangladesh e Myanmar.[6]
- Crinum lugardiae N.E.Br. — consta do Livro Vermelho das Espécies Ameaçadas da África do Sul como estável («least concern»).[6][8]
- Crinum macowanii Baker — nativa numa grande região que vai da Eritreia ao sul da África e nas Seicheles. Na África do Sul encontra-se em redução da população.[6][8]
- Crinum majakallense Baker — nativa de Angola.[6]
- Crinum malabaricum Lekhak & S.R.Yadav — nativa do estado de Kerala (Índia). Foi descrita em 2012.[6]
- Crinum mauritianum Lodd. — originária da ilha Maurícia.[6]
- Crinum mccoyi Lehmiller — nativa de Madagáscar.[6]
- Crinum minimum Milne-Redh. — Consta do Livro Vermelho das Espécies Ameaçadas da África do Sul como estável («least concern»).[8] Nativa desde a Tanzânia até ao sul da África Tropical.[6]
- Crinum modestum Baker — nativa do noroeste de Madagáscar.[6]
- Crinum moorei Hook. f. — nativa do Cabo Oriental e de KwaZulu-Natal.[11] Foi incluída em 2008 na lista das espécias ameaçadas da África do Sul como «vulnerável» («vulnerable»).[8]
- Crinum muelleri Lehmiller & Lykos — descrita em 2013 para o estado australiano de Northern Territory.[6]
- Crinum natans Baker — nativa do oeste e centro-oeste da África Tropical.[6][11]
- Crinum neroanum Lehmiller, Sisk & J.Zimmerman — descrita em 2013 para Madagáscar.[6]
- Crinum nordaliae Mabb. — nativa de Angola.[6]
- Crinum nubicum Hannibal — nativa da África Ocidental tropical ocorrendo até ao Chade.[6]
- Crinum oliganthum Urb. — endemismo da região central de Cuba.[6]
- Crinum ornatum (Aiton) Herb. — nativa da região tropical de África para sul até à Namíbia.[6]
- Crinum paludosum Verd. — ocorre desde o sul da África até ao sul da África tropical.[6]
- Crinum palustre Urb. — endemismo do Haiti.[6]
- Crinum papillosum Nordal — Espécie incluída desde 2004 na Lista Vermelha das Espécies Ameaçadas da África do Sul como «estável» (‘’least concern“).[8] Ocorre desde o sudoeste da Tanzânia até ao norte da Zâmbia.[6]
- Crinum parvibulbosum Dinter ex Overkott — nativa da Namíbia.[6]
- Crinum parvum Baker — nativa de Moçambique.[6]
- Crinum piliferum Nordal — nativa do norte do Quénia.[6]
- Crinum politifolium R.Wahlstr. — nativa da Tanzânia.[6]
- Crinum × powellii Baker = Crinum bulbispermum × Crinum moorei — um híbrido artificial.[6]
- Crinum pronkii Lehmiller — descrita em 2009 para Madagáscar.[6]
- Crinum purpurascens Herb. — ocorre nas regiões tropicais da África Ocidental até ao Sudão e Angola.[6]
- Crinum pusillum Herb. — ocorre apenas nas ilhas Nicobar.[6]
- Crinum rautanenianum Schinz — ocorre desde a Zâmbia até ao norte do Botswana.[6]
- Crinum razafindratsiraea Lehmiller — nativa de Madagáscar.[6]
- Crinum roperense Lehmiller & Lykos — descrita em 2010 para o estado australiano de Northern Territory.[6]
- Crinum rubromarginatum Lehmiller — nativa de Madagáscar.[6]
- Crinum salsum Ravenna — nativa do estado brasileiro do Rio de Janeiro.[6]
- Crinum scillifolium A.Chev. — nativa das regiões tropicais da África Ocidental.[6]
- Crinum serrulatum Baker — nativa do Cambodja.[6]
- Crinum stapfianum Kraenzl. — nativa do oeste e centro do Brasil.[6]
- Crinum stenophyllum Baker — nativa do Bangladesch e Myanmar.[6]
- Crinum stracheyi Baker — nativa do estado indiano de Uttarakhand.[6]
- Crinum stuhlmannii Baker — ocorrem duas subespécies desde a Somália até ao sul da África.[6] As populações estão em recessão na África do Sul.[8]
- Crinum subcernuum Baker — nativa do sueste da Tanzânia até ao norte do Botswana.[6]
- Crinum surinamense Ravenna — nativa do Suriname.[6]
- Crinum thaianum J.Schulze — nativa do sul da Tailândia.[6][11][12]
- Crinum trifidum Nordal — nativa de Angola.[6]
- Crinum ugentii (Ochoa) Molinari — espécie nativa do Peru descrita em 2015.[6]
- Crinum undulatum Hook. — nativa do Brasil e do norte do Peru.[6]
- Crinum uniflorum F.Muell. — nativa do norte da Austrália.[6]
- Crinum variabile (Jacq.) Herb. — ocorre apenas na Província do Cabo (África do Sul). Espécie incluída desde 2004 na Lista Vermelha das Espécies Ameaçadas da África do Sul como «estável» (‘’least concern“).[8]
- Crinum venosum R.Br. — nativa do norte da Austrália desde o norte da Queensland até ao norte do estado de Northern Territory.[6]
- Crinum verdoorniae Lehmiller — nativo das regiões tropicais de África para sul até à Faixa de Caprivi na Namíbia.[6]
- Crinum virgineum Mart. ex Schult. & Schult. f. — nativa do sueste do Brasil.[6]
- Crinum viviparum (Lam.) R.Ansari & V.J.Nair — nativa no Subcontinente Indiano e Indochina.[6]
- Crinum walteri Overkott — nativa do sul da África até ao sul das regiões tropicais da África.[6]
- Crinum wattii Baker — ocorre desde Assam até à Tailândia e Myanmar.[6]
- Crinum welwitschii Baker — nativa de Angola.[6]
- Crinum wimbushi Worsley — nativa de Malawi.[6]
- Crinum woodrowii Baker — nativa do estado indiano de Maharashtra.[6]
- Crinum xerophilum H.Perrier ex Lehmiller — ocorre apenas no sudoeste de Madagáscar.[6]
- Crinum yorkensis Lehmiller, Lykos & R.Ham. — nativa de Queensland.[6]
- Crinum zeylanicum (L.) L. — nativa do Sri Lanka, do sudoeste da Índia e das Seicheles.[6]
- Lista completa

## Classificação lineana do género
| Sistema | Classificação                     | Referência               |
| ------- | --------------------------------- | ------------------------ |
| Linné   | Classe Hexandria, ordem Monogynia | Species plantarum (1753) |